# Zone orbiculaire de l’articulation coxale
La zone orbiculaire de l'articulation coxale est un ligament de l'articulation coxale.

## Structure
La capsule articulaire de l'articulation coxale est constituée de deux ensembles de fibres : des circulaires et des longitudinales.
Les fibres circulaires forment la zone orbiculaire de l'articulation coxale. Elles forment un anneau autour du col fémoral. Elles sont plus abondantes dans les parties inférieure et arrière de la capsule.
La capsule articulaire est beaucoup plus épaisse au-dessus et devant l'articulation, où la plus grande résistance est requise, et mince et lâche derrière et en dessous de l'articulation.
En avant, les fibres circulaires se confondent avec la surface profonde du ligament ilio-fémoral et s'attachent à l'épine iliaque antéro-inférieure.

## Anatomie fonctionnelle
La zone orbiculaire et la capsule articulaire proximale de l'articulation coxale sont mal comprises. Des études récentes semblent confirmer que la partie proximale et médiane de la capsule articulaire, y compris la zone orbiculaire, agit bio-mécaniquement comme un anneau de verrouillage enroulé autour du col fémoral et est une structure clé pour la stabilité de l'articulation coxale, . Il resserre la capsule articulaire de la hanche lorsque le muscle ilio-psoas se contracte.